# Torino Football Club 2016-2017
Questa voce raccoglie le informazioni riguardanti il Torino Football Club nelle competizioni ufficiali della stagione 2016–2017.

## Stagione
Il 27 luglio, presso lo stadio nazionale di Jamor a Lisbona, in occasione dell'edizione 2016 della Eusébio Cup tra Benfica e Torino, viene scoperta una targa in memoria dell'ultima partita del Grande Torino, disputata nell'impianto lusitano il giorno precedente la tragedia di Superga.
A ottobre sulla piattaforma di Change.org viene promossa una petizione - diretta al presidente Urbano Cairo - per chiedere di "granatizzare" lo Stadio Olimpico Grande Torino, che in appena tre settimane raggiunge le seimila firme. La richiesta, supportata da 7 164 firme finali, è stata recapitata presso la sede della squadra in data 23 dicembre.
A novembre la giunta nazionale del CONI delibera il conferimento al Torino del collare d'oro al merito sportivo; il successivo 19 dicembre l'onorificenza è stata consegnata alla società.
A gennaio Andrea Belotti è stato votato dai tifosi come il miglior giocatore granata per il girone d'andata della stagione. Lo stesso attaccante, il 28 maggio, riceve sul campo il Pallone d'argento 2017 dell'Unione stampa sportiva italiana; a fine campionato, con 26 reti all'attivo, si afferma come miglior marcatore italiano del torneo.
Il 28 aprile il presidente Cairo, al fine di ottenere la riassegnazione dello scudetto del 1927, presenta istanza formale alla FIGC, chiamata a nominare un'apposita commissione per il riesame della questione.
Il 10 maggio Gianluca Petrachi, già vincitore a novembre della classifica DS dei TMW Awards, si aggiudica il premio come miglior direttore sportivo del 2016 di Speciale Calciomercato (trasmissione televisiva di Sportitalia).
Il 25 maggio, dopo l'anteprima della giornata precedente, alla presenza dei tifosi e delle autorità è stato inaugurato il nuovo centro sportivo Filadelfia, sorto sulle ceneri dell'omonimo e storico stadio; il quadrangolare giovanile del 27 maggio, dedicato alla memoria di Don Aldo Rabino, segna il ritorno effettivo dell'impianto al calcio giocato.
Migliorando il secondo posto con menzione d'onore della stagione 2015-2016, il 31 maggio il Torino consegue il Premio Fair Play Finanziario.

## Divise e sponsor
Lo sponsor tecnico per la stagione 2016-2017, la nona consecutiva, è Kappa.
Il Torino conferma come sponsor principale il marchio giapponese Suzuki e come secondo sponsor l'azienda di salumi Beretta, inoltre come terzo sponsor compare il marchio Teknoalarm nel retro della maglia sotto la numerazione.
| Casa | Trasferta | Terza divisa |

## Organigramma societario
Dal sito internet della società:
Consiglio di Amministrazione
- Presidente: Urbano Cairo
- Vice Presidente: Giuseppe Cairo
- Consiglieri: Giuseppe Ferrauto, Uberto Fornara, Marco Pompignoli

Area organizzativa
- Direttore generale: Antonio Comi
- Direttore operativo: Alberto Barile
- Team Manager: Luca Castellazzi

Area Tecnica
- Direttore sportivo: Gianluca Petrachi
- Allenatore: Siniša Mihajlović
- Allenatore in seconda: Attilio Lombardo
- Collaboratori tecnici: Renato Baldi, Diego Raimondi, Miroslav Tanjga
- Collaboratore tattico: Emilio De Leo
- Allenatore dei portieri: Paolo Di Sarno
- Responsabile dei preparatori atletici: Antonio Bovenzi
- Preparatore tecnico: Vincenzo Manzi
- Preparatore atletico: Paolo Solustri
- Osservatore: Davide Lamberti

Segreteria
- Segretario Generale: Pantaleo Longo
- Segreteria: Sonia Pierro

Area Commerciale e Progetti Speciali
- Direzione Commerciale: Cairo Pubblicità

Area Comunicazione
- Responsabile Ufficio Stampa: Piero Venera
- Rapporti con i Toro Club e SLO: Andrea Canta

Area Amministrativa
- Direttore Amministrativo: Luca Boccone

Area sanitaria
- Responsabile Sanitario: Gianfranco Albertini
- Medico Sociale: Paolo Gola
- Fisioterapista: Eugenio Piccoli
- Massofisioterapisti: Silvio Fortunato, Andrea Orvieto
- Fisioterapista - Osteopata: Massimiliano Greco
- Personal trainer: Tiberio Ancora

Area Stadio Olimpico e Biglietteria
- Responsabile e Delegato Stadio: Fabio Bernardi
- Addetto Biglietteria: Dario Mazza

Magazzino
- Magazzinieri Prima Squadra: Luca Finetto, Giuseppe Fioriti, Angelo Ghiron, Marco Pasin, Gianni Piazzolla, Giuseppe Stella, Antonio Vigato.

## Rosa
Rosa e numeri di maglia:
| N. |                        | Ruolo | Calciatore                    |
| -- | ---------------------- | ----- | ----------------------------- |
| 1  | Italia (bandiera)      | P     | Daniele Padelli               |
| 3  | Italia (bandiera)      | D     | Cristian Molinaro             |
| 4  | Brasile (bandiera)     | D     | Leandro Castán                |
| 5  | Italia (bandiera)      | D     | Cesare Bovo                   |
| 5  | Brasile (bandiera)     | C     | Carlão                        |
| 6  | Ghana (bandiera)       | C     | Afriyie Acquah                |
| 7  | Italia (bandiera)      | D     | Davide Zappacosta             |
| 8  | Italia (bandiera)      | C     | Daniele Baselli               |
| 9  | Italia (bandiera)      | A     | Andrea Belotti                |
| 10 | Serbia (bandiera)      | A     | Adem Ljajić                   |
| 11 | Argentina (bandiera)   | A     | Maxi López                    |
| 13 | Italia (bandiera)      | D     | Luca Rossettini               |
| 14 | Spagna (bandiera)      | A     | Iago Falque                   |
| 15 | Italia (bandiera)      | C     | Marco Benassi (vice capitano) |
| 16 | Svezia (bandiera)      | C     | Samuel Gustafson              |
| 17 | Venezuela (bandiera)   | A     | Josef Martínez                |
| 18 | Italia (bandiera)      | C     | Mirko Valdifiori              |
| 19 | Paraguay (bandiera)    | A     | Juan Manuel Iturbe            |
| 20 | Italia (bandiera)      | C     | Giuseppe Vives (capitano)     |
| 21 | Inghilterra (bandiera) | P     | Joe Hart                      |
| 22 | Nigeria (bandiera)     | C     | Joel Obi                      |

| N. |                       | Ruolo | Calciatore                  |
| -- | --------------------- | ----- | --------------------------- |
| 23 | Italia (bandiera)     | D     | Antonio Barreca             |
| 24 | Italia (bandiera)     | D     | Emiliano Moretti (capitano) |
| 25 | Serbia (bandiera)     | C     | Saša Lukić                  |
| 26 | Brasile (bandiera)    | D     | Danilo Fernando Avelar      |
| 29 | Italia (bandiera)     | D     | Lorenzo De Silvestri        |
| 30 | Italia (bandiera)     | C     | Mattia Aramu                |
| 31 | Argentina (bandiera)  | A     | Lucas Boyé                  |
| 84 | Belgio (bandiera)     | C     | Martin Remacle              |
| 85 | San Marino (bandiera) | A     | Filippo Berardi             |
| 86 | Italia (bandiera)     | D     | Federico Giraudo            |
| 87 | Italia (bandiera)     | D     | Alessandro Buongiorno       |
| 88 | Italia (bandiera)     | D     | Andrea Sana                 |
| 90 | Italia (bandiera)     | P     | Tommaso Cucchietti          |
| 91 | Italia (bandiera)     | P     | Alberto Reinaudo            |
| 92 | Italia (bandiera)     | A     | Manuel De Luca              |
| 93 | Albania (bandiera)    | D     | Arlind Ajeti                |
| 94 | Italia (bandiera)     | A     | Matteo Tobaldo              |
| 96 | Italia (bandiera)     | C     | Matteo Rossetti             |
| 97 | Italia (bandiera)     | C     | Antonio D'Alena             |
| 98 | Italia (bandiera)     | D     | Simone Auriletto            |
| 99 | Italia (bandiera)     | P     | Domenico Coppola            |

## Calciomercato

### Sessione estiva(dal 1º/7 al 31/8)
| Acquisti         | Acquisti              | Acquisti        | Acquisti                                                   |
| R.               | Nome                  | da              | Modalità                                                   |
| ---------------- | --------------------- | --------------- | ---------------------------------------------------------- |
| P                | Joe Hart              | Manchester City | prestito                                                   |
| P                | Alfred Gomis          | Calcio Cesena   | fine prestito                                              |
| P                | Lys Gomis             | Timișoara       | fine prestito                                              |
| D                | Arlind Ajeti          |                 | definitivo                                                 |
| D                | Antonio Barreca       | Cagliari        | controriscatto prestito (1,3 milioni €)                    |
| D                | Leandro Castán        | Roma            | prestito                                                   |
| D                | Lorenzo De Silvestri  | Sampdoria       | definitivo (3,75 milioni €)                                |
| D                | Vasyl' Pryjma         | Frosinone       | fine prestito                                              |
| D                | Luca Rossettini       | Bologna         | definitivo (2 milioni €)                                   |
| C                | Mattia Aramu          | Livorno         | fine prestito                                              |
| C                | Samuel Gustafson      | Häcken          | definitivo (0,5 milioni €)                                 |
| C                | Saša Lukić            | Partizan        | definitivo (1,50 milioni €)                                |
| C                | Juan Sánchez Miño     | Cruzeiro        | fine prestito                                              |
| C                | Sergiu Suciu          | Cremonese       | fine prestito                                              |
| C                | Panagiōtīs Tachtsidīs | Genoa           | definitivo (1,30 milioni €)                                |
| C                | Mirko Valdifiori      | Napoli          | definitivo (3,5 milioni €)                                 |
| A                | Lucas Boyé            | River Plate     | definitivo                                                 |
| A                | Iago Falque           | Roma            | prestito oneroso con diritto di riscatto (1+6,5 milioni €) |
| A                | Adem Ljajić           | Roma            | definitivo (8,50 milioni €)                                |
| A                | Vittorio Parigini     | Perugia         | fine prestito                                              |
| Altre operazioni |                       |                 |                                                            |
| R.               | Nome                  | da              | Modalità                                                   |
| D                | Kevin Bonifazi        | Casertana       | fine prestito                                              |
| D                | Marco Chiosa          | Avellino        | fine prestito                                              |
| D                | Matteo Fissore        | Fidelis Andria  | fine prestito                                              |
| C                | Giovanni Graziano     | Renate          | fine prestito                                              |
| C                | Luca Parodi           | Ancona          | fine prestito                                              |
| C                | Federico Proia        | Pistoiese       | fine prestito                                              |
| C                | Ousseynou Thiao       | Cuneo           | fine prestito                                              |
| A                | Abou Diop             | Juve Stabia     | fine prestito                                              |
| A                | Emmanuel Gyasi        | Carrarese       | fine prestito                                              |
| A                | Facundo Lescano       | Monopoli        | fine prestito                                              |
| A                | Claudio Morra         | Savona          | fine prestito                                              |
| A                | Simone Rosso          | Brescia         | fine prestito                                              |

| Cessioni         | Cessioni              | Cessioni      | Cessioni                                                    |
| R.               | Nome                  | a             | Modalità                                                    |
| ---------------- | --------------------- | ------------- | ----------------------------------------------------------- |
| P                | Alfred Gomis          | Bologna       | prestito                                                    |
| P                | Lys Gomis             | Lecce         | definitivo (0,3 milioni €)                                  |
| P                | Salvador Ichazo       | Bari          | prestito                                                    |
| D                | Antonio Barreca       | Cagliari      | riscatto prestito (1 milioni €)                             |
| D                | Kamil Glik            | Monaco        | definitivo (12+3 milioni €)                                 |
| D                | Vasyl' Pryjma         |               | svincolato                                                  |
| D                | Pontus Jansson        | Leeds Utd     | prestito con diritto di riscatto                            |
| D                | Nikola Maksimović     | Napoli        | prestito oneroso con obbligo di riscatto (5+20 milioni €)   |
| D                | Bruno Peres           | Roma          | prestito oneroso con obbligo di riscatto (1+16,5 milioni €) |
| D                | Gastón Silva          | Granada       | prestito                                                    |
| C                | Alexander Farnerud    |               | svincolato                                                  |
| C                | Alessandro Gazzi      | Palermo       | definitivo (0,7 milioni €)                                  |
| C                | Sanjin Prcić          | Rennes        | fine prestito                                               |
| C                | Juan Sánchez Miño     | Independiente | definitivo (1,28 milioni €)                                 |
| C                | Sergiu Suciu          | Pordenone     | definitivo                                                  |
| C                | Panagiōtīs Tachtsidīs | Cagliari      | prestito                                                    |
| A                | Ciro Immobile         | Siviglia      | fine prestito                                               |
| A                | Vittorio Parigini     | Chievo        | prestito                                                    |
| Altre operazioni |                       |               |                                                             |
| R.               | Nome                  | a             | Modalità                                                    |
| P                | Andrea Zaccagno       | Pro Vercelli  | prestito                                                    |
| D                | Lorenzo Carissoni     | Trapani       | prestito                                                    |
| D                | Marco Chiosa          | Perugia       | prestito con diritto di riscatto e controriscatto           |
| D                | Matteo Fissore        | Alessandria   | definitivo                                                  |
| D                | Luca Santomauro       | Empoli        | fine prestito                                               |
| C                | Mirko Bortoletti      | Pistoiese     | fine prestito                                               |
| C                | Giovanni Graziano     | Renate        | prestito                                                    |
| C                | Evans Osei            | Juve Stabia   | fine prestito                                               |
| A                | Abou Diop             | Viterbese     | prestito                                                    |
| A                | Simone Edera          | Venezia       | prestito                                                    |
| A                | Claudio Morra         | Pro Vercelli  | definitivo                                                  |
| A                | Simone Rosso          | Brescia       | prestito con diritto di riscatto e controriscatto           |

### Sessione invernale(dal 3/1 al 31/1)
| D                | Carlão             | APOEL          | definitivo                       |   |              |         |               |
| C                | Martin Remacle     | Standard Liegi | definitivo                       |   |              |         |               |
| A                | Juan Manuel Iturbe | Roma           | prestito con diritto di riscatto |   |              |         |               |
| Altre operazioni |                    |                |                                  |   |              |         |               |
| R.               | Nome               | da             | Modalità                         |   |              |         |               |
| P                | Alfred Gomis       | Bologna        | fine prestito                    |   |              |         |               |
| D                | Lorenzo Carissoni  | Trapani        | -                                | D | Marco Chiosa | Perugia | fine prestito |
| A                | Abou Diop          | Viterbese      | fine prestito                    |   |              |         |               |
| A                | Simone Edera       | Venezia        | fine prestito                    |   |              |         |               |
| A                | Vittorio Parigini  | Chievo         | fine prestito                    |   |              |         |               |
| A                | Simone Rosso       | Brescia        | fine prestito                    |   |              |         |               |

| Cessioni         | Cessioni          | Cessioni       | Cessioni                                          |
| R.               | Nome              | a              | Modalità                                          |
| ---------------- | ----------------- | -------------- | ------------------------------------------------- |
| D                | Cesare Bovo       | Pescara        | definitivo                                        |
| C                | Giuseppe Vives    | Pro Vercelli   | definitivo                                        |
| C                | Mattia Aramu      | Pro Vercelli   | prestito con diritto di opzione e contropzione    |
| A                | Josef Martínez    | Atlanta United | prestito con obbligo di riscatto                  |
| Altre operazioni |                   |                |                                                   |
| R.               | Nome              | a              | Modalità                                          |
| P                | Alfred Gomis      | Salernitana    | prestito                                          |
| D                | Lorenzo Carissoni | Monopoli       | prestito                                          |
| D                | Marco Chiosa      | Novara         | prestito con diritto di riscatto e controriscatto |
| A                | Abou Diop         | Modena         | prestito                                          |
| A                | Simone Edera      | Parma          | prestito                                          |
| A                | Vittorio Parigini | Bari           | prestito con diritto di riscatto e controriscatto |
| A                | Simone Rosso      | Alessandria    | prestito con diritto di riscatto e controriscatto |

## Risultati

### Serie A

#### Girone di andata
| Arbitro: | Damato (Barletta) |

|                            |           |                           |
| Bacca 38’, 50’, 62’ (rig.) | Marcatori | 48’ Belotti 90+1’ Baselli |

| Arbitro: | Rocchi (Firenze) |

|                                                |           |            |
| Belotti 28’, 38’, 89’ Martínez 53’ Baselli 80’ | Marcatori | 32’ Taïder |

| Arbitro: | Mariani (Aprilia) |

|                                |           |            |
| Masiello 56’ Kessié 82’ (rig.) | Marcatori | 54’ Falque |

| Torino 18 settembre 2016, ore 15:00 CEST 4ª giornata | Torino          | 0 – 0 referto | Empoli | Stadio Olimpico Grande Torino (16.403 spett.)\| Arbitro: \| Chiffi (Padova) \| |
| Arbitro:                                             | Chiffi (Padova) |               |        |                                                                                |

| Pescara 21 settembre 2016, ore 20:45 CEST 5ª giornata | Pescara         | 0 – 0 referto | Torino | Stadio Adriatico-Giovanni Cornacchia (13.703 spett.)\| Arbitro: \| Banti (Livorno) \| |
| Arbitro:                                              | Banti (Livorno) |               |        |                                                                                       |

| Arbitro: | Tagliavento (Terni) |

|                                   |           |                  |
| Belotti 8’ Falque 53’ (rig.), 65’ | Marcatori | 55’ (rig.) Totti |

| Arbitro: | Calvarese (Teramo) |

|                        |           |             |
| Falque 15’ Benassi 60’ | Marcatori | 84’ Babacar |

| Arbitro: | Fabbri (Ravenna) |

|          |           |                                           |
| Čočev 5’ | Marcatori | 25’, 40’ Ljajić 45+1’ Benassi 50’ Baselli |

| Arbitro: | Giacomelli (Trieste) |

|                                |           |                         |
| Falque 20’ Ljajić 90+2’ (rig.) | Marcatori | 71’ Immobile 84’ Murgia |

| Arbitro: | Massa (Imperia) |

|                 |           |             |
| Icardi 35’, 88’ | Marcatori | 63’ Belotti |

| Arbitro: | Tagliavento (Terni) |

|                        |           |                        |
| Théréau 60’ Zapata 70’ | Marcatori | 15’ Benassi 77’ Ljajić |

| Arbitro: | Mariani (Roma) |

|                                                           |           |                |
| Belotti 2’, 59’ (rig.) Ljajić 11’ Benassi 38’ Baselli 51’ | Marcatori | 41’ Melchiorri |

| Arbitro: | Celi (Bari) |

|  |           |                  |
|  | Marcatori | 80’, 89’ Belotti |

| Arbitro: | Chiffi (Padova) |

|                 |           |             |
| Falque 35’, 38’ | Marcatori | 85’ Inglese |

| Arbitro: | Orsato (Schio) |

|                          |           |  |
| Barreto 51’ Schick 90+5’ | Marcatori |  |

| Arbitro: | Rocchi (Firenze) |

|             |           |                               |
| Belotti 16’ | Marcatori | 28’, 82’ Higuaín 90+2’ Pjanić |

| Arbitro: | Doveri (Roma) |

|                                                 |           |                                              |
| Mertens 13’, 18’ (rig.), 22’, 80’ Chiricheș 70’ | Marcatori | 58’ Belotti 76’ Rossettini 84’ (rig.) Falque |

| Arbitro: | Maresca (Napoli) |

|             |           |  |
| Belotti 49’ | Marcatori |  |

| Reggio nell'Emilia 8 gennaio 2017, ore 15:00 CET 19ª giornata | Sassuolo         | 0 – 0 referto | Torino | Mapei Stadium - Città del Tricolore (11.805 spett.)\| Arbitro: \| Irrati (Pistoia) \| |
| Arbitro:                                                      | Irrati (Pistoia) |               |        |                                                                                       |

#### Girone di ritorno
| Arbitro: | Tagliavento (Terni) |

|                         |           |                                 |
| Belotti 21’ Benassi 26’ | Marcatori | 55’ Bertolacci 60’ (rig.) Bacca |

| Arbitro: | Ghersini (Genova) |

|                   |           |  |
| Džemaili 43’, 83’ | Marcatori |  |

| Arbitro: | Damato (Barletta) |

|            |           |             |
| Falque 16’ | Marcatori | 66’ Petagna |

| Arbitro: | Di Bello (Brindisi) |

|                   |           |             |
| Pucciarelli 45+2’ | Marcatori | 11’ Belotti |

| Arbitro: | Maresca (Napoli) |

|                                                |           |                                  |
| Falque 2’ Ajeti 9’ Belotti 15’, 61’ Ljajić 53’ | Marcatori | 73’ (aut.) Ajeti 75’, 83’ Benali |

| Arbitro: | Guida (Torre Annunziata) |

|                                                  |           |           |
| Džeko 10’ Salah 17’ Paredes 65’ Nainggolan 90+1’ | Marcatori | 84’ López |

| Arbitro: | Giacomelli (Trieste) |

|                         |           |                  |
| Saponara 8’ Kalinić 38’ | Marcatori | 65’, 85’ Belotti |

| Arbitro: | Rizzoli (Bologna) |

|                       |           |             |
| Belotti 73’, 76’, 81’ | Marcatori | 30’ Rispoli |

| Arbitro: | Mazzoleni (Bergamo) |

|                                     |           |           |
| Immobile 56’ Keita 87’ Anderson 90’ | Marcatori | 72’ López |

| Arbitro: | Banti (Livorno) |

|                        |           |                            |
| Baselli 33’ Acquah 59’ | Marcatori | 27’ Kondogbia 62’ Candreva |

| Arbitro: | Ghersini (Genova) |

|                         |           |                       |
| Moretti 70’ Belotti 83’ | Marcatori | 50’ Jankto 68’ Perica |

| Arbitro: | Rocchi (Firenze) |

|                                |           |                                   |
| Borriello 19’ (rig.) Han 90+5’ | Marcatori | 33’ Ljajić 39’ Belotti 53’ Acquah |

| Arbitro: | Doveri (Roma) |

|                    |           |          |
| Belotti 66’ (rig.) | Marcatori | 81’ Simy |

| Arbitro: | Mariani (Aprilia) |

|                |           |                                      |
| Pellissier 65’ | Marcatori | 52’ Ljajić 56’ Zappacosta 75’ Falque |

| Arbitro: | Massa (Imperia) |

|            |           |            |
| Iturbe 78’ | Marcatori | 12’ Schick |

| Arbitro: | Valeri (Roma) |

|               |           |            |
| Higuaín 90+2’ | Marcatori | 52’ Ljajić |

| Arbitro: | Irrati (Pistoia) |

|  |           |                                                        |
|  | Marcatori | 7’, 76’ Callejón 60’ Insigne 72’ Mertens 78’ Zieliński |

| Arbitro: | Guida (Torre Annunziata) |

|                        |           |            |
| Rigoni 32’ Simeone 54’ | Marcatori | 89’ Ljajić |

| Arbitro: | Rapuano (Rimini) |

|                                                               |           |                             |
| Boyé 6’ Baselli 22’ De Silvestri 45+1’ Falque 57’ Belotti 79’ | Marcatori | 14’, 40’, 82’ (rig.) Defrel |

### Coppa Italia

#### Turni preliminari
| Arbitro: | Celi (Bari) |

|                                           |           |               |
| Ljajić 7’ Martinez 25’ Peres 50’ Boyé 87’ | Marcatori | 56’ La Mantia |

| Arbitro: | Giacomelli (Trieste) |

|                                              |           |  |
| Ljajić 93’ López 111’ Boyé 113’ Belotti 117’ | Marcatori |  |

#### Fase finale
| Arbitro: | Russo (Nola) |

|                           |           |             |
| Kucka 61’ Bonaventura 64’ | Marcatori | 27’ Belotti |

## Statistiche

### Statistiche di squadra
| Competizione | Punti | In casa | In casa | In casa | In casa | In casa | In casa | In trasferta | In trasferta | In trasferta | In trasferta | In trasferta | In trasferta | Totale | Totale | Totale | Totale | Totale | Totale | DR  |
| Competizione | Punti | G       | V       | N       | P       | Gf      | Gs      | G            | V            | N            | P            | Gf           | Gs           | G      | V      | N      | P      | Gf     | Gs     | DR  |
| ------------ | ----- | ------- | ------- | ------- | ------- | ------- | ------- | ------------ | ------------ | ------------ | ------------ | ------------ | ------------ | ------ | ------ | ------ | ------ | ------ | ------ | --- |
| Serie A      | 53    | 19      | 9       | 8       | 2       | 43      | 31      | 19           | 4            | 6            | 9            | 28           | 36           | 38     | 13     | 14     | 11     | 71     | 66     | +5  |
| Coppa Italia | -     | 2       | 2       | 0       | 0       | 8       | 1       | 1            | 0            | 0            | 1            | 1            | 2            | 3      | 2      | 0      | 1      | 9      | 3      | +6  |
| Totale       | -     | 21      | 11      | 8       | 2       | 51      | 32      | 20           | 4            | 6            | 10           | 29           | 38           | 41     | 15     | 14     | 12     | 80     | 69     | +11 |

### Andamento in campionato
| Giornata  | 1  | 2 | 3  | 4  | 5  | 6  | 7 | 8 | 9 | 10 | 11 | 12 | 13 | 14 | 15 | 16 | 17 | 18 | 19 | 20 | 21 | 22 | 23 | 24 | 25 | 26 | 27 | 28 | 29 | 30 | 31 | 32 | 33 | 34 | 35 | 36 | 37 | 38 |
| --------- | -- | - | -- | -- | -- | -- | - | - | - | -- | -- | -- | -- | -- | -- | -- | -- | -- | -- | -- | -- | -- | -- | -- | -- | -- | -- | -- | -- | -- | -- | -- | -- | -- | -- | -- | -- | -- |
| Luogo     | T  | C | T  | C  | T  | C  | C | T | C | T  | T  | C  | T  | C  | T  | C  | T  | C  | T  | C  | T  | C  | T  | C  | T  | T  | C  | T  | C  | C  | T  | C  | T  | C  | T  | C  | T  | C  |
| Risultato | P  | V | P  | N  | N  | V  | V | V | N | P  | N  | V  | V  | V  | P  | P  | P  | V  | N  | N  | P  | N  | N  | V  | P  | N  | V  | P  | N  | N  | V  | N  | V  | N  | N  | P  | P  | V  |
| Posizione | 13 | 7 | 12 | 14 | 14 | 10 | 7 | 4 | 5 | 7  | 7  | 7  | 7  | 6  | 7  | 8  | 9  | 8  | 8  | 8  | 9  | 9  | 9  | 9  | 9  | 9  | 9  | 10 | 10 | 10 | 10 | 9  | 9  | 9  | 9  | 9  | 9  | 9  |

Legenda:

Luogo: C = Casa; T = Trasferta. Risultato: V = Vittoria; N = Pareggio; P = Sconfitta.

### Statistiche dei giocatori
Sono in corsivo i calciatori che hanno lasciato la società a stagione in corso.
| Giocatore       | Serie A  | Serie A | Serie A     | Serie A    | Coppa Italia | Coppa Italia | Coppa Italia | Coppa Italia | Totale   | Totale | Totale      | Totale     |
| Giocatore       | Presenze | Reti    | Ammonizioni | Espulsioni | Presenze     | Reti         | Ammonizioni  | Espulsioni   | Presenze | Reti   | Ammonizioni | Espulsioni |
| --------------- | -------- | ------- | ----------- | ---------- | ------------ | ------------ | ------------ | ------------ | -------- | ------ | ----------- | ---------- |
| A. Acquah       | 20       | 2       | 5           | 3          | 2            | 0            | 1            | 0            | 22       | 2      | 6           | 3          |
| A. Ajeti        | 4        | 1       | 0           | 0          | 1            | 0            | 1            | 0            | 5        | 1      | 1           | 0          |
| M. Aramu        | 1        | 0       | 0           | 0          | 1            | 0            | 0            | 0            | 2        | 0      | 0           | 0          |
| S. Auriletto    | -        | -       | -           | -          | 0            | 0            | 0            | 0            | 0        | 0      | 0           | 0          |
| A. Barreca      | 28       | 0       | 2           | 0          | 2            | 0            | 2            | 1            | 30       | 0      | 4           | 1          |
| D. Baselli      | 37       | 6       | 6           | 0          | 2            | 0            | 1            | 0            | 39       | 6      | 7           | 0          |
| A. Belotti      | 35       | 26      | 5           | 0          | 3            | 2            | 0            | 0            | 38       | 28     | 5           | 0          |
| M. Benassi      | 28       | 5       | 5           | 0          | 1            | 0            | 0            | 0            | 29       | 5      | 5           | 0          |
| C. Bovo         | 4        | 0       | 2           | 0          | 2            | 0            | 0            | 0            | 6        | 0      | 2           | 0          |
| L. Boyé         | 30       | 1       | 5           | 0          | 3            | 2            | 0            | 0            | 33       | 3      | 5           | 0          |
| L. Castan       | 14       | 0       | 4           | 0          | -            | -            | -            | -            | 14       | 0      | 4           | 0          |
| D. Coppola      | 0        | 0       | 0           | 0          | -            | -            | -            | -            | 0        | 0      | 0           | 0          |
| T. Cucchietti   | 0        | 0       | 0           | 0          | 0            | 0            | 0            | 0            | 0        | 0      | 0           | 0          |
| M. De Luca      | 0        | 0       | 0           | 0          | -            | -            | -            | -            | 0        | 0      | 0           | 0          |
| L. De Silvestri | 16       | 1       | 1           | 0          | 2            | 0            | 0            | 0            | 18       | 1      | 1           | 0          |
| I. Falque       | 35       | 12      | 2           | 0          | 0            | 0            | 0            | 0            | 35       | 12     | 2           | 0          |
| A. Gomis        | 0        | 0       | 0           | 0          | 0            | 0            | 0            | 0            | 0        | 0      | 0           | 0          |
| S. Gustafson    | 5        | 0       | 1           | 0          | 1            | 0            | 0            | 0            | 6        | 0      | 1           | 0          |
| J. Hart         | 36       | -62     | 2           | 0          | 1            | 0            | 0            | 0            | 37       | -62    | 2           | 0          |
| S. Ichazo       | 0        | 0       | 0           | 0          | 0            | 0            | 0            | 0            | 0        | 0      | 0           | 0          |
| A. Ljajić       | 33       | 10      | 5           | 0          | 3            | 2            | 0            | 0            | 36       | 12     | 5           | 0          |
| M. López        | 16       | 2       | 2           | 0          | 2            | 1            | 0            | 0            | 18       | 3      | 2           | 0          |
| S. Lukić        | 14       | 0       | 6           | 0          | 1            | 0            | 0            | 0            | 15       | 0      | 6           | 0          |
| J. Martinez     | 11       | 1       | 3           | 0          | 2            | 1            | 0            | 0            | 13       | 2      | 3           | 0          |
| C. Molinaro     | 10       | 0       | 2           | 0          | -            | -            | -            | -            | 10       | 0      | 2           | 0          |
| E. Moretti      | 23       | 1       | 5           | 0          | 3            | 0            | 0            | 0            | 26       | 1      | 5           | 0          |
| J. Obi          | 20       | 0       | 4           | 0          | 3            | 0            | 0            | 0            | 23       | 0      | 4           | 0          |
| D. Padelli      | 2        | -4      | 0           | 0          | 2            | -1           | 0            | 0            | 4        | -5     | 0           | 0          |
| B. Peres        | -        | -       | -           | -          | 1            | 1            | 0            | 0            | 1        | 1      | 0           | 0          |
| L. Rossettini   | 30       | 1       | 8           | 0          | 1            | 0            | 0            | 0            | 31       | 1      | 8           | 0          |
| G. Silva        | -        | -       | -           | -          | 0            | 0            | 0            | 0            | 0        | 0      | 0           | 0          |
| E. Stanghellini | -        | -       | -           | -          | 0            | 0            | 0            | 0            | 0        | 0      | 0           | 0          |
| P. Tachtsidis   | 0        | 0       | 0           | 0          | 0            | 0            | 0            | 0            | 0        | 0      | 0           | 0          |
| M. Valdifiori   | 24       | 0       | 5           | 0          | 1            | 0            | 0            | 0            | 25       | 0      | 5           | 0          |
| G. Vives        | 3        | 0       | 0           | 1          | 1            | 0            | 0            | 0            | 4        | 0      | 0           | 1          |
| D. Zappacosta   | 29       | 1       | 1           | 0          | 0            | 0            | 0            | 0            | 29       | 1      | 1           | 0          |

## Giovanili

### Piazzamenti
- Primavera:
  - Campionato: Secondo turno di qualificazione alla fase finale.[70]
  - Coppa Italia: Quarti di finale.
  - Torneo di Viareggio: Semifinale.
- Berretti:
  - Campionato: Finale.[71]

- Under-17:
  - Campionato: Semifinale.[72]
- Under-16
  - Campionato: 6º posto girone.[73]
- Under-15:
  - Campionato: 7º posto girone.[73]